# 中屋良雄
中屋 良雄（なかや よしお、1882年（明治15年）2月21日 - 1932年（昭和7年）1月11日）は、大日本帝国陸軍軍人。最終階級は陸軍少将。

## 経歴
新潟県出身。1902年（明治35年）陸軍士官学校第14期卒業。翌年6月、陸軍歩兵少尉に任官する。1911年（明治44年）陸軍大学校第23期卒業。
1923年（大正12年）8月、陸軍歩兵大佐に進級と同時に陸軍省軍務局歩兵課長を発令され、同局徴募課長、歩兵第16連隊長を経て、1929年（昭和4年）8月に陸軍少将に進み、佐世保要塞司令官となる。その後、第12師団司令部附を経て、1931年（昭和6年）8月1日に待命、同月29日に予備役に編入した。